# Alfred Lawson

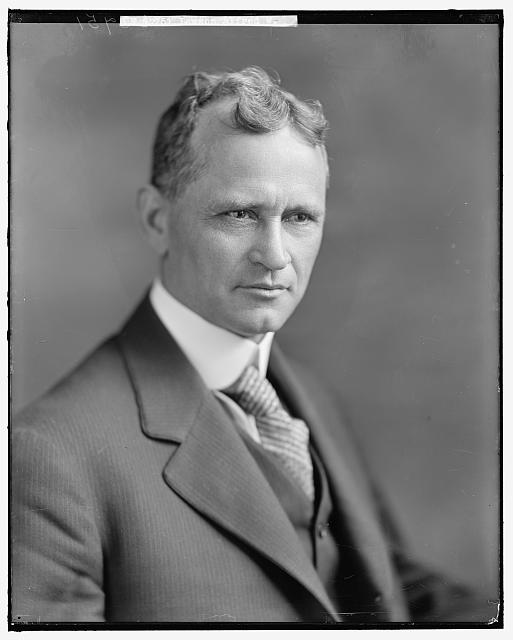
Alfred W. Lawson

Alfred William Lawson (* 24. März 1869 in London; † 29. November 1954 in San Antonio) war ein US-amerikanischer Baseballspieler und -manager, Luftfahrtpionier, Autor, Erfinder einer vorgeblich allumfassenden Wissenschaft und Religionsgründer. Er gilt als wissenschaftlicher Exzentriker und wurde als der „Leonardo da Vinci der Spinner“ bezeichnet.
Von 1887 bis 1908 war Lawson Baseballprofi und Betreiber mehrerer Klubs und Ligen. Anschließend war er einer der Pioniere der Verkehrsluftfahrt und Luftfahrt-Publizistik, scheiterte letztendlich aber wirtschaftlich mit seiner zwischen 1908 und 1928 betriebenen Tätigkeit als Flugzeugkonstrukteur und Betreiber einer Fluggesellschaft. Lawson schrieb mehr als 50 Bücher, darunter den obskuren Science-Fiction-Roman Born again. In den frühen 1930er Jahren gründete er eine Massenbewegung namens „Direct Credits Society“, allerdings ohne bleibenden Erfolg. Lawson entwickelte ein höchst eigenwilliges allumfassendes Wissenschaftsmodell namens „Lawsonomie“, das im Wesentlichen auf dem „Saug und Druck“-Prinzip („Suction and Pressure“) basiert. 1943 gründete er die „University of Lawsonomy“, 1948 die „Lawsonian Religion“.

## Leben

### Kindheit und Jugend

Alfred W. Lawson (1883)

Die Vorfahren des in England geborenen Lawson hatten schottische und skandinavische Wurzeln. Er selbst war das sechste von neun überlebenden Kindern von Robert Henry und Mary Anderson Lawson. Lawson zufolge hatte sein Vater in Oxford studiert und war Maschinenbauingenieur, Erfinder sowie Prediger. In seiner Jugend soll sein Vater darüber hinaus ein erfolgreicher Shakespeare-Schauspieler gewesen sein. Unabhängige Belege dafür ließen sich allerdings nicht finden.
Seine Geburt, so Lawsons erster Biograph Cy Q. Faunce, „war das bedeutendste Ereignis seit der Geburt der Menschheit.“ Bei dieser Bewertung muss allerdings einschränkend angemerkt werden, dass sich hinter dem Pseudonym wahrscheinlich Lawson selbst verbarg, als er seine eigene Lebensgeschichte schrieb. Der Name „Cy Q. Faunce“ selbst ist ein Wortspiel: „Sycophancy“ ist das englische Wort für „Kriecherei“ oder „Schmeichlerei“.
Lawsons Eltern wanderten nach Kanada aus, als dieser drei Wochen alt war. 1874 zog die Familie dann in die USA nach Detroit, Michigan, wo die Familie sich auf einer kleinen Farm außerhalb der Stadt niederließ. Dort begann Lawson, wie er selbst schreibt, mit drei Jahren Naturrecht zu studieren, indem er „Kartoffelkäfer von den Pflanzen sammelte.“ Mit vier Jahren machte er seine erste physikalische Entdeckung: Wenn er die Lungen zum Ansaugen benutzte, bewegte sich der Staub auf ihn zu. Wenn er dagegen mit dem Druck seiner Lungen den Staub in seinem Schlafzimmer aufwirbelte, entfernte sich dieser von ihm. Dies von ihm „Saug-und-Druck“ („Suction and Pressure“) genannte Prinzip sollte später eines der fundamentalen Elemente der „Lawson-Physik“ bilden.
Später zog die Familie in die Stadt Detroit, wo Vater Lawson einen Kleinbetrieb für Flickenteppiche betrieb. Lawson half im Betrieb seines Vaters, jobbte als Schuhputzer und Zeitungsverkäufer. Die Grundschule besuchte er bis zu seinem zwölften Lebensjahr. Dann beendeten erhebliche Probleme mit den Lehrern seine schulische Ausbildung für immer. Lawson lief von zu Hause fort und kehrte erst zwei Jahre später zu seinen Eltern zurück. Später absolvierte er noch einen industriellen Ausbildungskurs in einer Mantelnäherei, unterbrochen von einem weiteren Ausreißunternehmen. Bei seinen Herumtreibereien scheint Lawson hauptsächlich als Hobo auf Güterzügen durchs Land gereist zu sein. Eine in mehreren seiner Bücher veröffentlichte Zeichnung zeigt ihn im Fahrtwind einer dahinrasenden Lokomotive. Die Bildunterschrift lautet: „Alfred Lawson studiert den Luftwiderstand auf sich bewegenden Körpern.“

### Baseball-Jahre

#### Als Pitcher

Alfred W. Lawson (1890)

Durch Zufall wurde 1887 Lawsons Talent für Baseball entdeckt und er spielte bis 1889 als Baseballprofi in insgesamt fünf Mannschaften selbständiger regionaler Ligen („Farmteams“) in den Bundesstaaten Indiana, Illinois und Wisconsin, die sich das außergewöhnliche Pitcher-„Phänomen“ Lawson jeweils abgeworben hatten. Nach einer fulminanten Wintersaison in St. Augustine (Florida) wurde er 1890 von der Mannschaft von Wilmington (Delaware) für die kurzlebige Minor League Atlantic Association engagiert, wo er allerdings versagte. Dennoch wurde er noch 1890 nacheinander von zwei Clubs der National League verpflichtet: Boston und Pittsburgh. Nach drei Niederlagen innerhalb von 20 Tagen war seine Karriere in der Major League, der höchsten amerikanischen Spielklasse, aber auch schon wieder beendet. Bis 1894 spielte Lawson noch gelegentlich in verschiedenen Minor Leagues.

#### Tourneeveranstalter
Lawson arbeitete 1890 kurz als Manager in der Minor League und bildete für die Florida-Wintersaison dann ein eigenes Team, dem unter anderem die spätere Baseball-Legende John McGraw angehörte. Nach Ende der Saison setzte er mit der in „Al Lawson’s American All-Stars“ umbenannten Truppe nach Kuba über, wo sie aber alle Spiele bis auf eines verloren und ohne jeden Gewinn zu machen nach Key West zurückkehrten. Von dort an mussten sie sich die Weiterreise erst durch weitere Spiele verdienen. Mit einer stark geschrumpften Mannschaft blieb Lawson zunächst im warmen Florida, konnte den Spielern aber vertraglich nicht mehr als „Verpflegung, die Rasier- und Waschkosten sowie eine Zigarre pro Woche“ zusichern. Nachdem 1892 eine England-Tournee mit einem New-York-Amateurteam gescheitert war und mit Lawsons Flucht geendet hatte, versuchte er 1892/93 eine „Welttournee“ zu organisieren, die ihn über Südafrika, Australien, Neuseeland nach Honolulu führte. Die dortigen Baseballverbände, durch einen Bericht der Zeitschrift Sporting Life über Lawson informiert, reagierten ablehnend, was Lawson so erregte, dass er den Sporting Life-Autor als „bösartigen und verächtlichen Lügner, dem die Galle bis zum Hals steht, einen jämmerlichen Hund, einen kriechenden krabbelnden Halunken feigster Art“ beschimpfte. Damit war auch dies Unternehmen gescheitert, sodass der völlig abgebrannte Lawson sich die Rückreise als Seemann auf einem Frachter verdienen musste.
1895 organisierte er dann eine weitere Tournee nach Großbritannien und Frankreich. Dafür stellte er eine Mannschaft aus angeblichen Amateuren zusammen, die laut Lawson früher für die Universitäten Harvard, Yale und Princeton gespielt haben sollen. In der Mannschaftsaufstellung erscheint auch ein Spieler namens George Anderson, der laut Lawson in der Mannschaft der Universität von Ann Arbor war. Dahinter verbarg sich in Wirklichkeit sein Bruder George H. Lawson (1864–1927), der sich auch im Baseballgeschäft betätigte, später als Hypnotiseur „Professor Lawson Hermann“, Wunderheiler und Prediger aktiv war und zahllose Gefängnisstrafen wegen Trunkenheit sowie Gewalttätigkeiten verbüßen musste. Noch ein weiterer Lawson-Bruder war im Baseballgeschäft: Alexander J. Lawson, unter anderem Präsident der kurzlebigen Western Pennsylvania League, der den charakteristischen Spitznamen „Runaway Alex“ führte.
Auch Lawsons Europatour brach innerhalb von zwei Wochen wegen mangelnder Einnahmen zusammen. Al Lawson reiste überstürzt ab und ließ seine Spieler ohne Hotelgeld zurück. Danach war er weiter als Manager im Baseballgeschäft aktiv. Ab 1900 gründete Lawson selbst mehrere Klubs und Baseball-Ligen. 1908 schließlich scheiterte er beim Versuch, mit der „Union League“ eine eigene Major League aufzubauen und verabschiedete sich aus dem Baseballgeschäft.

#### Einordnung in die Baseballgeschichte
Lawsons Einfluss auf die amerikanische Baseballgeschichte wird insgesamt als marginal eingeschätzt. Seine Rolle bei der Entwicklung des „Nachtbaseballs“ ist umstritten. Er war wahrscheinlich zwar nicht dessen Erfinder, spielte aber zumindest eine maßgebliche Rolle bei der 1901 begonnenen Einführung mittels transportabler elektrischer Flutlichtanlagen.
Dennoch waren diese Jahre wichtig für Lawsons Entwicklung. Persönlich profitierte er von dem aufkommenden Ruhm der Baseballprofis als „amerikanische Helden“. Er lernte ferner, größere Organisationen aufzubauen, zu führen und zu vermarkten. Daneben ließ ihm seine Betätigung ausreichend Zeit, die Welt kennenzulernen und seinen privaten Studien nachzugehen. So gründete er nach eigenen Angaben in dieser Zeit in Buffalo ein „College für Phonographie“, an dem er selbst eine eigens entwickelte Kurzschrift unterrichtet haben will.

### Science-Fiction-Autor

Born again (1904)

Die Baseballjahre hatte Lawson nicht nur korrumpiert, sondern auch gesundheitlich angeschlagen. Er rauchte, trank und litt unter Zahnausfall. In einer, wie er schreibt, „übermenschlichen Anstrengung“ befreite er sich mit Ende zwanzig von diesen Lastern.
Resultat dieser inneren Umkehr war 1904 die Veröffentlichung des auch auf Deutsch erschienenen Science-Fiction-Romans Born again, der als „eines der schlechtesten fiktionalen Werke, die je gedruckt wurden“, gilt. Der Inhalt des Buches in Kürze:
Nachdem er den Rest der Schiffscrew verärgert hat, wird John Convert, der Held des Romans, über Bord geworfen, gelangt glücklicherweise aber auf eine unerforschte Insel, auf der Arletta, die letzte Überlebende der untergegangenen Rasse der „Sagemen“, im Tiefschlaf liegt. Wie Dornröschen durch einen Kuss wiedererweckt, vermittelt sie Convert viele Kapitel lang die Geschichte und Kultur ihres Volkes, das sich unabhängig von der Menschheit, den „Apemen“, entwickelt hatte. Dann stirbt sie. Durch seine neuen Erkenntnisse inspiriert, kehrt Convert nach Amerika zurück und beginnt das „Naturrecht“ („natural law“) der „Sagemen“ zu verbreiten, bis sein Cousin Edward Convert (der John Convert wie ein Zwilling gleicht) Johns Freundin (die der Sagemen-Arletta wie ein Zwilling gleicht und ebenfalls Arletta heißt) ermordet. Statt Edward wird John Convert für das Verbrechen angeklagt und verurteilt. Da taucht Johns Freundin Arletta auf und kann seine Unschuld beweisen. Aber zu spät. John wurde bereits hingerichtet. So weit, so gut. Aber was war passiert? Die ermordete Arletta war gar nicht die Freundin von John, sondern eine Herumtreiberin, die zufällig der Sagemen-Arletta und der Freundin Arletta wie ein Drilling glich und natürlich auch Arletta hieß. Aber die nunmehrige Ex-Freundin Arletta kann im Schlusskapitel immerhin befriedigt feststellen, dass das „Naturrecht“ der „Sagemen“ wieder geboren wurde.
Lawson war auf seinen Roman, der einige Grundprinzipien der Lawsonomie vorwegnahm, so stolz, dass er das Buch sein Leben lang immer wieder veröffentlichte. Das Werk ist bis heute lieferbar und auch online zugänglich.

### Der Luftfahrt-Pionier

Erstausgabe von Fly 1908

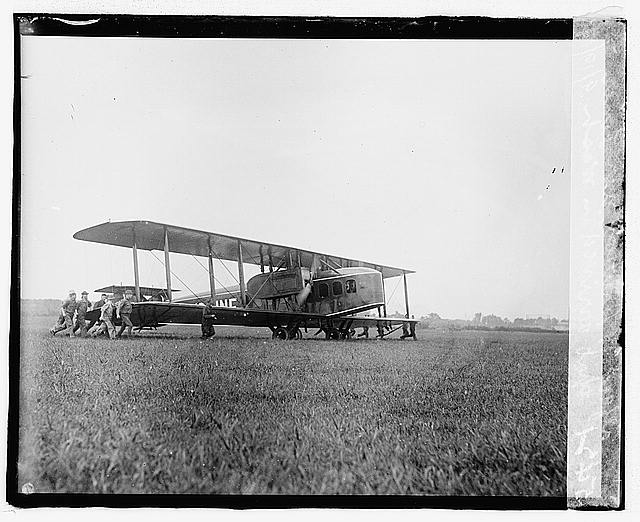
Lawson Airliner in Washington, D.C. 1919

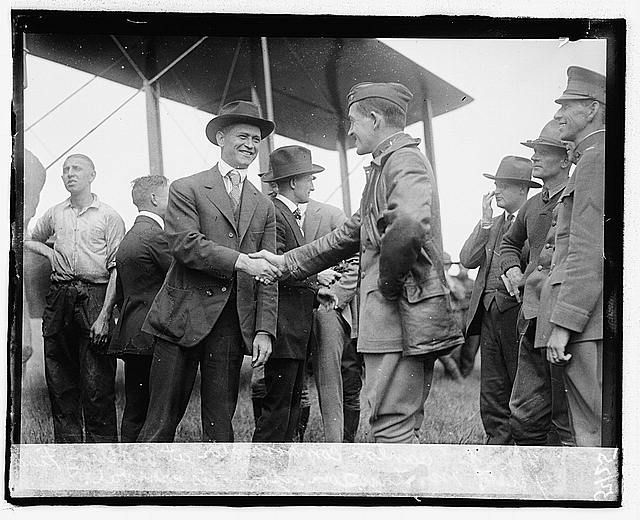
Lawson nach der Landung 1919

1908 war Lawson in Philadelphia Gründer, Herausgeber und Chefredakteur von Fly, der ersten amerikanischen Zeitschrift, die den Flug mit Maschinen, die schwerer als Luft waren, propagierte. Lawson tat das zu einem Zeitpunkt, an dem erst drei Amerikaner überhaupt mit solchen Maschinen geflogen waren. 1910 gründete er in New York die Zeitschrift Aircraft, die er bis 1914 führte und die zum maßgebenden Sprachrohr der frühen Luftfahrt wurde. Das Wort „aircraft“ wurde bei dieser Gelegenheit von Lawson zwar nicht erfunden, aber zumindest in den allgemeinen Sprachgebrauch eingeführt.
Lawson unternahm seinen ersten Flug 1910, lernte 1913 selbst das Fliegen und richtete im gleichen Jahr New Yorks erste feste Flugverbindung ein, die von der „North Beach Area“ in New Jersey bis zur 75. Straße in Manhattan führte. Sie diente hauptsächlich dazu, Lawson täglich von seinem Wohnort zu seinem Arbeitsplatz in New York zu bringen. 1913 forderte er vom amerikanischen Kongress 10 Millionen $ für die Entwicklung der amerikanischen Luftfahrt.

#### Lawson Aircraft Corporation
Nachdem Versuche gescheitert waren, zusammen mit europäischen Partnern wie Henri Farman und dem deutschen Flugbauunternehmen Schütte-Lanz eine amerikanische Produktionsfirma zu bilden, gründete Lawson im Jahr 1917 nach Eintritt der USA in den Ersten Weltkrieg in Green Bay, Wisconsin, seine eigene Flugzeugfirma, die Lawson Aircraft Corporation, die militärische Trainingsflugzeuge entwarf. Lawson forderte in dieser Zeit in mehreren Eingaben an den Kongress die Produktion von bis zu 500.000 Flugzeugen zu Kriegszwecken und der Einsetzung eines „Generalissimo der Lüfte“, wobei er zweifellos an sich selbst dachte. Der Krieg endete aber, bevor Lawsons Flugzeugfirma zur Serienfertigung übergehen konnte.
Der bekannte Flugzeugentwickler Vincent Burnelli, der damals einige Jahre für Lawson arbeitete, äußerte später: „Lawson war vielleicht der verrückteste Mann, den ich je kennengelernt habe.“ Für Burnelli war er „eine Mischung aus Spinner und Genie“, der keinen Alkohol brauchte, um abzuheben. Gleichzeitig hielt Burnelli ihn aber „für eine der dynamischsten Figuren in den Pioniertagen der Luftfahrt“.

#### Lawson Airline Transportation Company
Nach Kriegsende reorganisierte Lawson seine finanziell angeschlagene Firma in Milwaukee und gründete mit der Lawson Airline Transportation Company eine der ersten Passagier-Luftverkehrsgesellschaften der Welt. 1919 stellte er sein erstes selbstkonstruiertes Passagierflugzeug vor, das 26 Reisenden Platz bot. Das Ereignis erfüllte Lawson so mit Stolz, dass er einen eigenen „Airline“-Marsch komponieren ließ. Mit diesem Lawson Airliner C-2 unternahm er einen 2000-Meilen-Rundflug durch die USA, der ihn auch nach New York und Washington D.C. führte. Dort wurde der Airliner unter anderem von Warren G. Harding und dem späteren Initiator der United States Air Force General William „Billy“ Mitchell besichtigt. Dabei startete Lawson ohne vorheriges Wissen der Teilnehmer, zu denen der damalige US-Kriegsminister Newton D. Baker sowie mehrere Senatoren zählten, zu einem Rundflug, nach dessen Ende Lawsons unfreiwillige Passagiere fluchtartig das Flugzeug verließen. Nur der schwer übergewichtige Senator Hoke Smith musste von mehreren Helfern aus dem Flugzeugsitz gehoben werden. Dennoch wurde dieser Flug ein Publicityerfolg und diente Lawson zur Propagierung seines geplanten nationalen Passagierflugdienstes. Ein weiterer Schritt dahin stellten Luftpost-Verträge der amerikanischen Post in Höhe von 685.000 $ dar, die Lawsons Firma erhielt.
Ein Startunglück beim Jungfernflug von Lawsons nächster großen Flugzeugkonstruktion, dem Lawson Midnight Airliner L-4, im Jahr 1921 beendete aber seine hochfliegenden Pläne. Daraufhin zogen die durch Produktionsverzögerungen und die wirtschaftliche Depression der frühen 1920er-Jahre bereits verunsicherten Geldgeber ihre finanzielle Unterstützung für Lawsons Firmen zurück, die 1922 Insolvenz anmelden mussten.

#### Lawson Super Airliner
1926 startete Lawson einen erneuten Versuch. Diesmal plante er den Bau und Betrieb einer Flotte von riesigen 12-motorigen Flugzeugen mit dem Namen Super Airliner, die in einer zweistöckigen Kabine mehr als 100 Passagiere befördern sollten. Auch diesmal führten mangelnde Finanzierung sowie technische Schwierigkeiten zu ständigen Terminüberschreitungen und beendeten seine Pläne, noch bevor das erste Flugzeug fertig gestellt worden war. Lawson gab daraufhin sein Luftfahrt-Tätigkeit für immer auf. Lediglich sein Patent für Flugzeug-Schlafkabinen vermarktete er erfolgreich an Überlandbus- und Eisenbahnunternehmen.
Trotz seines mehrfachen Scheiterns wird Lawsons Rolle in der amerikanischen Luftfahrtgeschichte aufgrund seiner visionären Vorstellungen überwiegend positiv bewertet. Für den Historiker Lyell D. Henry war er „der Kolumbus der Luft“. Und der Journalist Herb Hansen schrieb 1955: „Alfred W. Lawson war der Jules Verne des 20. Jahrhunderts, der Wright der kommerziellen Luftfahrt, der Edison des Fliegens.“

### Lawsonomie
„Professor Einstein kann jetzt mit seiner Relativitätstheorie in den Hintergrund treten und still sein. Alfred W. Lawson aus Milwaukee beherrscht die Bühne.“ So titelte die Berkeley Daily Gazette ironisch im Oktober 1922 in ihrem Bericht über Lawsons erste Ankündigung der „Lawsonomie“.
Lawson definiert „Lawsonomie“ bescheiden als „Die Kenntnisse des Lebens und von allem, was dazu gehört“. Etwas kryptisch führt er weiter aus, alles müsse „nachweisbar oder angemessen sein, oder es ist nicht Lawsonomie… Wenn es nicht wirklich ist; wenn es nicht Wahrheit ist; wenn es kein Wissen ist; wenn es nicht Klugheit ist; dann ist es nicht Lawsonomie.“ Lawson, der schon seit Beginn der 1920er-Jahre Zeichen von Größenwahn erkennen ließ („Die Fülle seiner geistigen Aktivitäten scheint keine Grenze zu kennen“), stellte auf einem um 1950 veröffentlichten Schaubild die verschiedenen Stufen dieser „Wissenschaft“ dar: Beginnend mit seiner Geburt 1869 als „Geburt der Lawsonomie“ über die Entdeckung der „Sechsten Dimension“ 1938, der Gründung der „Lawson-Religion“ 1948 bis hin ins Jahr 2000, in dem „alle Rassen die Prinzipien der Lawsonomie annehmen“ werden. Der Herausgeber von Lawson grundlegendem Werk Manlife (1923) – Lawson selbst – ordnete ihn selbstbewusst in die Wissenschaftsgeschichte ein:
„Im Vergleich mit Lawsons Gesetz der Durchlässigkeit und der Zick-Zack-Bewegung ist Newtons Gesetz der Schwerkraft nur ein erster Vorläufer, und die Lehren von Kopernikus und Galileo sind nur unendlich kleine Wissenssplitter.“
In der Tat muss man Newton, Einstein und sein gesamtes Schulwissen vergessen, wenn man Lawsons physikalischen Kosmos betritt, dem allerdings eine innere Logik nicht abzusprechen ist.

#### „Saug und Druck“-Prinzip
Die Basis der Lawsonomie bildet eine eigene revolutionäre Physik. Sie war so neuartig, dass Lawson zu ihrer Beschreibung zahlreiche Begriffe erfinden musste, die wiederum den Lesern seiner Bücher in langen wörterbuchartigen Listen erklärt werden mussten. Selbstbewusst erklärte er: „Die Kernprinzipien der Physik waren bis zu ihrer Einführung durch Lawson unbekannt.“
Das Energiekonzept wurde von Lawson völlig verworfen. Stattdessen stellt er sich ein Universum vor, in dem es weder Energie noch leeren Raum, sondern nur Substanzen unterschiedlicher Dichte gibt. Substanzen mit größerer Dichte bewegen sich in diesem System auf Substanzen mit geringerer Dichte zu, wobei offenbleibt, „warum“ sie das tun. Dabei wird ein von Lawson „Suction and Pressure“ („Saug und Druck“) genanntes Prinzip wirksam. Das übergeordnete Gesetz nennt er „Penetrability“, was „Durchlässigkeit“ bedeutet. Damit meint Lawson die „Fähigkeit, sich penetrieren zu lassen“. Schließlich würden die Substanzen mit kleinerer und größerer Dichte einen Zustand des Gleichgewichts erreichen, den er „Equaeverpois“ nennt.
Der Wissenschaftsjournalist Martin Gardner weist darauf hin, dass Lawsons Konstrukt durchaus sinnvoll ist. Problematisch war allerdings, dass Lawson es allumfassend anwendete: Licht sei lediglich eine Substanz, die vom Auge eingesogen wird, Töne eine von den Ohren angesaugte Substanz. Die Schwerkraft sei ein Resultat der irdischen Sogkraft. Die ganze Erde funktioniere nach dem „Saug und Druck“-Prinzip, wobei Substanzen hauptsächlich durch den Nordpol angesaugt und durch den als Anus fungierenden Südpol ausgeschieden werden. Als Beweis dafür wertet Lawson die dabei entstehenden Gase in Form des Polarlichts. Auch der menschliche Körper unterliege diesem Prinzip. Sex funktioniert laut Lawson folgendermaßen: „Die weibliche Bewegung ist Saugen, die männliche der Druck… Die Anziehungskraft des einen Geschlechts für das andere ist lediglich die Anziehungskraft des Saugens auf den Druck.“ Dem gleichen Prinzip folge der Magnetismus.

#### „Zick-Zack-Wirbel“
Wie um das Ganze noch zu komplizieren, unterliegen dieser Prozess dem sogenannten „Zig-Zag-and-Swirl“ („Zick-Zack-Wirbel“). Lawson definiert ihn als
„Bewegung, in der sich jedes Gebilde – entsprechend den Bewegungen vieler zunehmend größerer Gebilde – in einer vielfachen Richtung bewegt, wobei jedes [Gebilde] in seiner Richtung vom jeweils größeren Gebilde abhängig ist und verschiedenen Veränderungen unterliegt, die durch die entgegenwirkenden Einflüsse von Saug und Druck in unterschiedlichen Größenverhältnissen verursacht werden.“
Elmar Schenkel fasst diese verwirrende Beschreibung in seinem Essay über Lawson kurz damit zusammen, dass sich laut Lawson „nichts in diesem Universum auf einer geraden Linie bewegt. Die vielseitige Bewegtheit der Dinge führt zu einem Zick-Zack-Wirbel.“
Lawson war klar, dass seine Wissenschaft für die etablierten Physiker nicht nachvollziehbar sei, aber er war sich sicher, dass die „kommenden Gelehrtengenerationen ihren enormen Wert“ begreifen würden. „Wenn man … Lawsonomie studiert, werden alle Probleme, die theoretisch im Zusammenhang mit der Physik auftauchen, verschwinden“.

#### „Menorgs“ und „Disorgs“
Auch die Neurologie wird von Lawson neu definiert. Seiner Theorie nach leben im menschlichen Gehirn zwei Typen von winzigen Wesen, die er „Menorgs“ und „Disorgs“ nennt. Die „Menorgs“ („mentale Organisatoren“) sind „mikroskopisch kleine denkende Wesen, die innerhalb der Zellen des Denkapparats die geistigen Mittel aufbauen und betreiben. Sie sind für alles Gute und Kreative verantwortlich.“ Ihre Gegenspieler sind die „Disorgs“ („Desorganisatoren“), „mikroskopisch kleine Schädlinge, die die Zellen des geistigen Systems infizieren und die von den Menorgs betriebenen geistigen Mittel zerstören.“ Laut Lawson wird jeder „Menorg sich für das Wohl des Körper opfern, aber ein Disorg würde den Körper für sein eigenes Wohl opfern.“ Auch die heilvolle Kraft der „Menorgs“ wurde von Lawsons Anhängern in hymnischen Liedern besungen:
Menorgs are wondrous builders all,

Builders of the great and small.

All of life they permeate,

All formations they create.

Disorgs tear down eternally

While menorgs build faithfully.

### Als Wirtschaftsreformer

Titelblatt des Benefactor, Zeitschrift der Direct Credits Society

In den frühen 1930er Jahren erklärte Lawson, dass er den Rest seines Lebens ohne Besitz und Geld verbringen würde. In der Tat hatte Lawson von diesem Zeitpunkt an offiziell keine privaten Einkünfte mehr, finanzierte aber in der Praxis seinen aufwendigen Lebensstil durch die Einnahmen seiner zahlreichen „gemeinnützigen“ Einrichtungen.
1931, auf dem Höhepunkt der „Großen Depression“, gründete Lawson eine Massenbewegung namens „Direct Credits Society“. Mit dem Slogan „Gerechtigkeit für alle schadet niemandem“ wurde die „DCS“ schnell zu einer der populärsten wirtschaftspolitischen Bewegungen Amerikas. Die meisten Lokalgruppen gab es im Bundesstaat Michigan, wo die „Direct Credits Society“ nach eigenen Angaben 1936 1,5 Millionen Mitglieder hatte, aber auch einige in Illinois, Indiana, Missouri, Ohio, Wisconsin sowie in Iowa, Minnesota und sogar in Kanada. 1933 versammelten sich 16.000 Menschen, um Lawson im Olympia Auditorium in Detroit zu hören. Und 1935 sprach Lawson vor 12.000 Zuhörern im International Amphitheatre in Chicago. Dazu sang man eigens komponierte Lieder, die Lawson und die „Lawsonomie“ verherrlichten („Ja, Alfred William Lawson ist das große ewige Geschenk Gottes an den Menschen“).
Ab 1934 gab die Bewegung die Zeitschrift „Benefactor“ heraus, die 1942 eine Auflage von 10 Millionen Exemplaren gehabt haben soll. Kritiker nannten Lawsons Organisation abschätzig die „Milchmänner-Bewegung“, denn die „Direct Credits Society“ war nicht nur militärisch organisiert, sondern schrieb auch eine eigene Uniform vor. Diese bestand aus weißer Hose und weißem Hemd sowie weißer Mütze mit Aufschrift der Organisation. Dazu trugen Männer eine rote Krawatte, Frauen eine rote Schärpe.
Basis der „Direct Credit“-Bewegung war eine eigene Wirtschaftstheorie, die Lawson 1931 in dem Buch „Direct Credits for Everyone“ vorstellte. Die Theorie war recht simpel: Schuld am Unglück der Welt waren laut Lawson Eigeninteresse und das Streben nach Geld, die Schuldigen die Finanziers, die für Lawson „schweinegleiche Wahnsinnige“ waren. Von den – laut Lawson – drei Eckpfeilern der Ökonomie, nämlich Finanziers, Kapital und Arbeit, müssten sich nur die beiden letzteren gegen die Finanziers verbünden, um das Eigeninteresse zu beseitigen. Zinsen und der Goldstandard als Währungsgrundlage müssten abgeschafft werden. So bleibe mehr Geld für den einfachen Menschen. Lawson propagierte auch ein anderes Verständnis von Geld. Seiner Theorie nach hatte es keinen Wert an sich, sondern sollte, durch eine demokratisch legitimierte Regierung kontrolliert, in Form von Löhnen und direkten Krediten als an sich wertloses Tauschsymbol an die Bevölkerung verteilt werden. Für Lawson war die „Direct Credit“-Idee mehr als ein Wirtschaftskonzept, nämlich Ausdruck seiner Theorie eines grundlegenden Naturgesetzes.
Lawsons „Direct Credits“-Theorie entsprach einer damaligen Zeitströmung, die am deutlichsten in der Social-Credit-Bewegung von Clifford Hugh Douglas zum Ausdruck kam und die von Robert A. Heinlein in seinem 1939 verfassten Roman For Us, the Living beschrieben wird. Historisch gehen Lawsons Grundgedanken bis auf Thomas Morus und sein Buch Utopia (1516) zurück, ohne dass sich Lawson aber in seinen Veröffentlichungen und Reden auf irgendeines dieser Vorbilder berief. Martin Gardner betonte Ende der 1950er-Jahre in seinem Artikel über Lawson den erschreckenden Umstand, dass eine so offensichtlich sinnlose Theorie in wirtschaftlichen Notzeiten ein solches Maß von öffentlicher Hysterie und Massenhypnose hervorrufen konnte.
Das Ende der Depression und der wirtschaftliche Aufschwung während des Zweiten Weltkriegs führte zum Niedergang der Bewegung, ohne dass sie je offiziell aufgelöst wurde. Stattdessen gründete Lawson 1948 seine eigene Religionsgemeinschaft, die „Lawsonian Religion“.

### Lawsonian Religion
Die 1948 gegründete Lawson-Religion predigt eine Art Christentum ohne Christus. Sie basiert auf der „Lawsonomie“, den „Kenntnissen des Lebens“ und Lawsons „grundlegenden Gesetzen der Physik, Psyche, Moral und deren spirituellen Manifestationen“. Die Lawson-Religion umfasst ein „höchstes Verstehen“ von Gott und den Glauben an eine alles hervorbringende „Omniparents“, den sogenannten „Benefactor“ („Wohltäter“). Von ihren Anhängern fordert sie die reine Geburt, ein anständiges Leben, Ehrlichkeit, die freundliche Behandlung aller Menschen (besonders Andersgläubigen), eine nachweisbare Ausbildung und kontinuierliche Weiterbildung. Ziel ist es, alle Menschen zur Anbetung eines einzigen Gottes zusammenzubringen.
Lawson plante die Reform der menschlichen Natur selbst. Ziel war die Schaffung einer „neuen Spezies“ von Menschen, was Lawson sowohl spirituell, intellektuell als auch physisch meinte. Lawson glaubte daran, dass dadurch schließlich eine Art „Superrasse“ entsteht, die per Telepathie kommunizieren – worunter er eine weitere Ausformung von Saug und Druck verstand – und mindestens 200 Jahre, wenn nicht gar ewig leben würde.
Lawson entwickelte auch detaillierte Gesundheitsregeln. Dazu gehörten eine vegetarische Lebensweise, die überwiegend aus rohen Früchten, Gemüse, Körnern und „frisch geschnittenem Gras“ bestehen sollte. Man solle nur warmes Wasser trinken, sich morgens und abends kalt waschen, nackt schlafen und täglich die Bettwäsche wechseln. Das Küssen wurde von Lawson strikt abgelehnt: „Kann man sich etwas Schmutzigeres vorstellen, als wenn ein Mann und eine Frau ihre Gesichter zusammenstecken und sich gegenseitig Krankheitskeime in den Mund spucken?“
Die Religionsgemeinschaft firmiert bis heute unter dem Namen der 1931 von Lawson gegründeten „Humanity Benefactor Foundation“ („Wohltäter der Menschheit Stiftung“). Ursprünglich hatte Lawson tausend eigene Kirchengemeinden im amerikanischen Mittleren Westen geplant. Die Zahl wurde nie erreicht. Ende der 1990er-Jahre existierten lediglich noch die Kapelle an der „Universität der Lawsonomie“ sowie Gemeinden in Detroit, Wichita (Kansas) sowie Murrieta (Kalifornien).

### „University of Lawsonomy“

Gebäude der späteren University of Lawsonomy (Postkarte um 1907)

1943 kaufte Lawson in Des Moines Gebäude und Gelände der 1929 geschlossenen „Des Moines University“ und gründete die „University of Lawsonomy“ (DMUL), die bis 1954 bestand. Trotz guter Rekrutierungsbasis durch die „Direct Credits Society“ waren an dieser „Hochschule“ nie mehr als 100 Studenten eingeschrieben. Es gab kein normales Curriculum, stattdessen wurden sie zum Selbststudium von Lawsons Büchern angehalten. Man lebte gemeinschaftlich nach Lawsons Gesundheitsregeln, baute auf dem Campusgelände eigene Lebensmittel an und vermied Kontakt zur Bevölkerung. Diese hielt die DMUL bald für eine Art „Gefangenenlager“. Nach Auseinandersetzungen zwischen Studenten und Anwohnern im Oktober 1944 wurde eine Mauer um die Universität gebaut und den Bürgern aus Des Moines das Betreten der Anlage verboten.
Die Institution war zunächst als gemeinnützige Bildungseinrichtung steuerbefreit. Dies Privileg wurde ihr nach Ermittlungen mehrerer Untersuchungskomitees entzogen. Hintergrund war, dass Lawson im März 1952 vor einem US-Senats-Unterkomitee zu dem Vorwurf Stellung nehmen musste, er habe sich durch betrügerischen An- und Verkauf von überzähligen Rüstungs-Werkzeugmaschine bereichert. Lawson ging auf die Vorwürfe nicht ein, sondern erklärte, er sei zu sehr mit „großen philosophischen Gedanken“ beschäftigt, um sich mit so unwesentlichen Details wie einem Kaufvertrag über 120.000 $ zu beschäftigen. Um die Steuerschulden zu bezahlen, wurde die „University of Lawsonomy“ daraufhin im November 1954 für 250.000 $ an einen Geschäftsmann verkauft, der die Gebäude abreißen ließ und auf dem Gelände ein Einkaufszentrum errichtete.
1957, drei Jahre nach Lawsons Tod, wurde von seinen Anhängern die „University of Lawsonomy“ im Racine County, Wisconsin, auf dem Gelände der „University of Lawsonomy Farm“ wieder gegründet.

### Letzte Jahre
Mit über siebzig Jahren heiratete Lawson schließlich doch und bekam noch einen Sohn und eine Tochter. Lawson starb am  29. November 1954 und hinterließ seine Organisation im Chaos, da seine schriftlichen Nachfolgeregelungen verlegt worden waren und erst nach zwei Jahren wieder aufgefunden wurden. Die Urne mit seiner Asche wird auf dem Gelände der „University of Lawsonomy“ in Sturtevant, Wisconsin verwahrt.
2002 fand die letzte Lawsonomy Students Reunion statt. Vor einigen Jahren wurde das Wort „of“ des auf dem Interstate 94-Highway meilenweit sichtbaren Banners der „University of Lawsonomy“ durch die Internetadresse der lawsonomy.org ersetzt, bis ein Sturm im Frühjahr 2009 die Stoffbahn vernichtete. Für Vorbeifahrende zu sehen ist heute lediglich noch die Aufschrift auf einem Gebäude: „Study Natural Law.“
Noch heute sind Anhänger seiner Lehre aktiv und existiert seine Dachorganisation „Humanity Benefactor Foundation“.

## Werke (Auswahl)
- Born again. Wox, Conrad Co., New York 1904.
- Lawsonpoise and how to grow young. Cosmopower, Detroit 1923.
- Manlife. Humanity Benefactor Foundation, Detroit 1923.
- Direct credits for everybody. Arnold & Company, Philadelphia 1931.
- Creation. Humanity Pub. Co., Detroit 1931.
- Lawsonomy. 3 Bände. Humanity Benefactor Foundation, Detroit 1935–1938.
- Children. Humanity Pub. Co., Detroit 1938.
- Penetrability. Humanity Pub. Co., Detroit 1939.
- A new species. Humanity Benefactor Foundation, Detroit 1944.
- 100 great speeches. Humanity Pub. Co., Detroit 1945.
- Lawsonian religion. Humanity Benefactor Foundation, Detroit 1949.

## Filme und Videos
- Video vom Gelände der University of Lawsonomy in Sturtevant, Wisconsin (1994)
- Last of the Lawsonomists (long form trailer). Trailer des Dokumentarfilms Last of the Lawsonomists (2013), Regie: Ryan Sarnowski. In: vimeo.com. Archiviert vom Original (nicht mehr online verfügbar) am 15. April 2013 (englisch, Begleittext; Video nicht mehr abrufbar).